# The Highwaymen
The Highwaymen var en amerikansk supergrupp bestående av countrymusikerna Johnny Cash, Waylon Jennings, Kris Kristofferson och Willie Nelson. Alla fyra hade varit delaktiga i den så kallade outlaw country-rörelsen. Gruppen var aktiv mellan 1985 och 1995. De hade sin största hit 1985 med låten "Highwayman", skriven av Jimmy Webb.

## Diskografi
Studioalbum
- 1985 – Highwayman (utgiven under artistnamnet Waylon Jennings, Willie Nelson, Johnny Cash, Kris Kristofferson)
- 1990 – Highwayman 2 (utgiven under artistnamnet Waylon Jennings, Willie Nelson, Johnny Cash, Kris Kristofferson)
- 1995 – The Road Goes on Forever

Livealbum
- 1986 – Live!

Singlar
- 1985 – "Highwayman" (US Country #1)
- 1985 – "Desperados Waiting for a Train" (US Country #15)
- 1990 – "Silver Stallion" (US Country #25)
- 1990 – "Born and Raised in Black and White"
- 1990 – "American Remains"
- 1995 – "It Is What It Is"
- 2005 – "If He Came Back Again"

Samlingsalbum
- 1995 – Highwaymen Ride Again
- 1999 – Super Hits
- 2005 – Country Legends
- 2010 – The Essential Highwaymen

DVDs
- 1986 – Live!
- 1993 – On the Road Again
- 2016 – The Highwaymen Live: American Outlaws

### Fotnoter
1. ↑  ”The Highwaymen” (på engelska). Allmusic. http://www.allmusic.com/artist/the-highwaymen-mn0000075801/credits. Läst 28 december 2015.